# Hrvoje Kraljević
Hrvoje Kraljević (Zagreb, 16. ožujka 1944.) hrvatski je matematičar i političar.

## Životopis
Završio je Klasičnu gimnaziju u Zagrebu 1962. godine te je na Prirodoslovno-matematičkom fakultetu diplomirao teorijsku fiziku 1966. godine. Doktorirao je 1973. godine tezom „Reprezentacije grupe SU(n,1) i njene univerzalne grupe natkrivanja”. Radio je na Matematičkom odjelu PMF-a gdje je od 1981. redoviti profesor.
Bio je zastupnik u trećem sazivu Hrvatskom saboru od 1998. do 2000. kao član Hrvatske socijalno-liberalne stranke te u četvrtom sazivu od 2002. do 2003. kao član Libre – stranke liberalnih demokrata. Od 2000. do 2002. bio je ministar znanosti i tehnologije RH.

### Članci
- Krog, Robert. 2013. Kraljević, Hrvoje. Hrvatski biografski leksikon. Zagreb.  journal zahtijeva |journal= (pomoć)